# Большие Бикшихи
Больши́е Бикши́хи (чув. Вырăскас Пикших) — деревня, административный центр Асхвинского сельского поселения Канашского района Чувашской Республики. Расположена севернее г.Канаш рядом с автодорогой А151 «Цивильск-Сызрань». Находится в составе СХПК «Мотор».

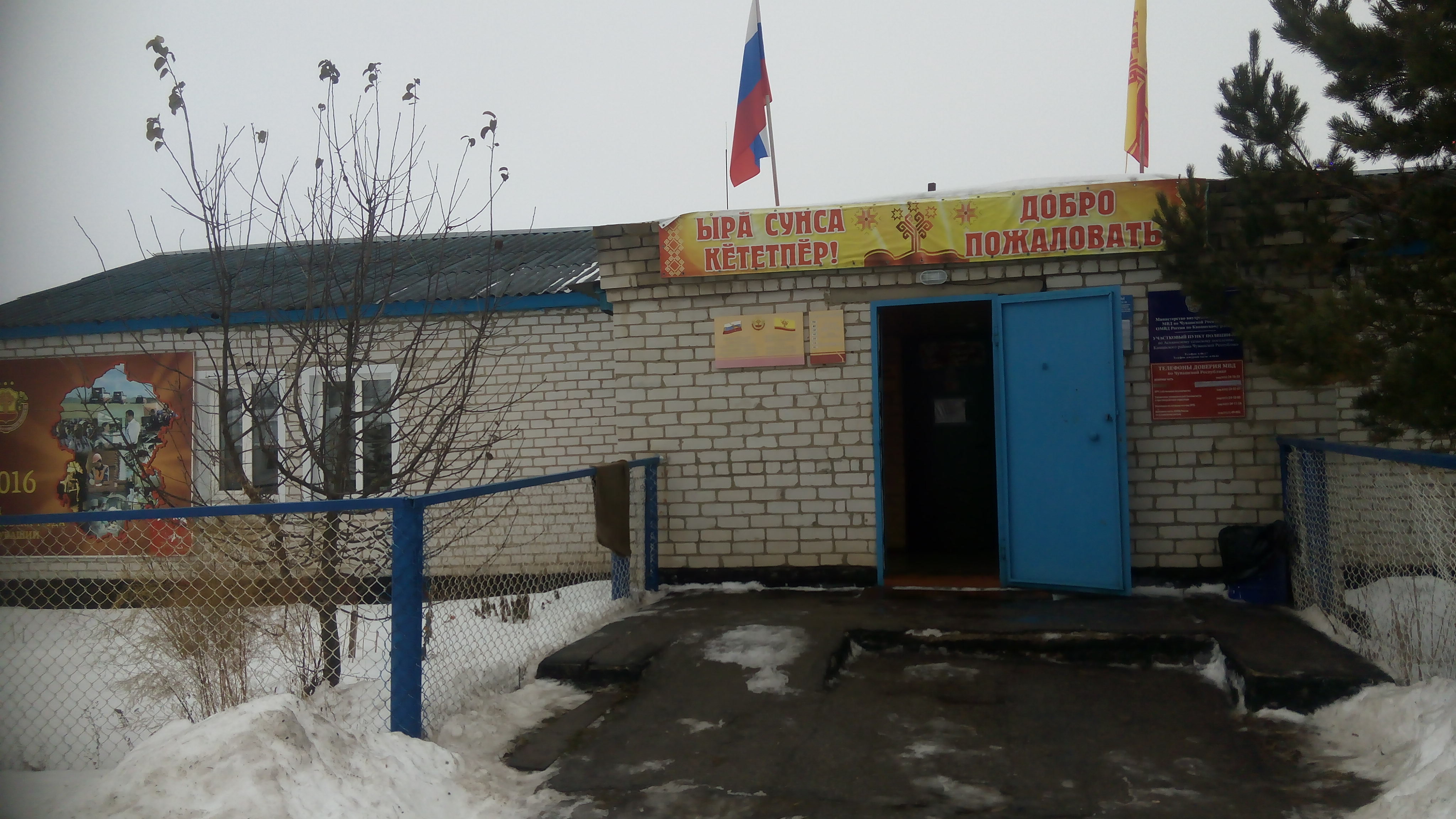
здание администрации Асхвинского сельского поселения

## История
В 1565 году земли крестьян д. Бишево (тогда она называлась Бикшихи), ныне входящей в Козловский район, по указу царя передают Ярославскому князу Д. Ростовскому. Семь оставшихся без земли семей искали новые земли в междуречье рек Ута и Малый Цивиль. Впоследствии часть из них ушла вверх по реке Алаксары и пришла в район д. Б. Бикшихи, основав здесь деревню. Другие части основали деревни Малые Бикшихи и Старые Бикшихи.
Во время ревизии 1719 года старостой был Серентей Охинькин, выборными - Савгача Ахмеев, Савгильда Салдаков.
До 1724 года местные крестьяне были ясачными, до 1866 — государственными. В 1784 году в деревне жило 295 душ, в 1859 — 285 мужчин и 288 женщин. Жители с основном занимались животноводством и земледелием, портняжным и кузнечным промыслами, плели циновки. Через деревню протекает река Окрис, которая начинается из Мамеевского леса и течёт через д. Асхва и Б. Бикшихи, впадает в Цивиль.

## Население
| 2010 | 2012  |
| ---- | ----- |
| 1164 | →1164 |

## Улицы

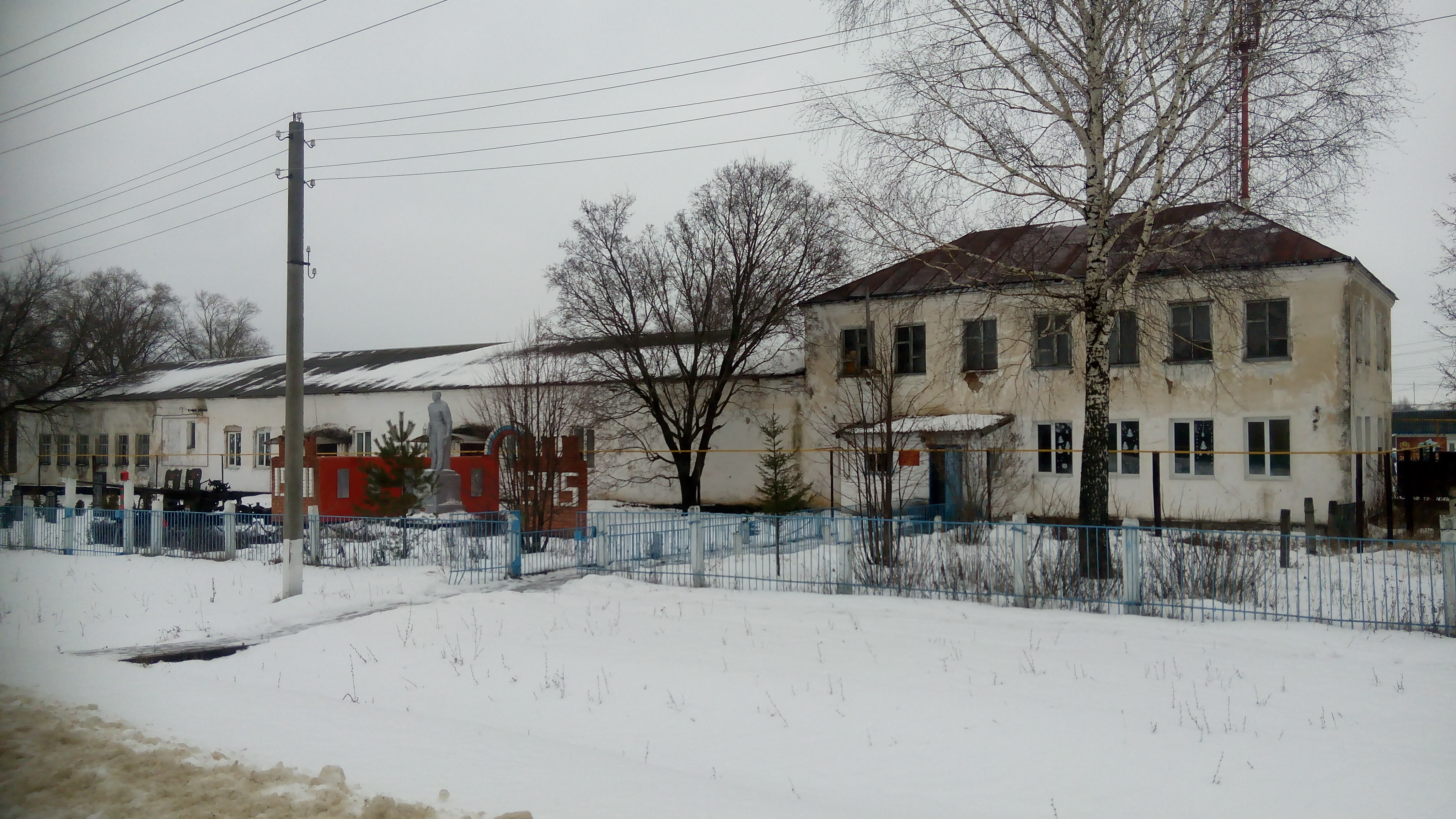
Здание фельдшерского пункта, деревня Б. Бикшихи

В деревне 15 улиц:
- Карла Маркса;
- Советская;
- Ленина;
- Зелёная
- Комсомольская
- Полевая
- Николаева
- Чувашия
- Кирпичная
- Новая
- Северо-западная
- Западная
- Победы
- Канашская
- Молодёжная
- Солнечная

## Инфраструктура
- КФХ Санзяпов З.Ш;
- Большебикшихский фельдшерско-акушерский пункт;
- Большебикшихский сельский клуб
- Большебикшихская пекарня(заброшена)
- Кирпичный завод
- Муниципальная общеобразовательная школа «Большебикшихская средняя общеобразовательная школа»

## Люди
Якимов, Виталий Николаевич